# Liste der Stolpersteine im Trenčiansky kraj
Die Liste der Stolpersteine im Trenčiansky kraj enthält die Stolpersteine in der Region Trenčiansky kraj, Slowakei, die an das Schicksal der Menschen dieser Region erinnern, die in der Zeit des Nationalsozialismus ermordet, deportiert, vertrieben oder in den Suizid getrieben wurden. Die Stolpersteine wurden von Gunter Demnig konzipiert und werden in den meisten Fällen von ihm persönlich verlegt.
Die Stolpersteine werden auf Slowakisch „stolpersteine“, alternativ auch pripomienkové kamene beziehungsweise pamätné kamene (beides in etwa „Gedenksteine“) genannt.

## Verlegte Stolpersteine

### Prievidza
In Prievidza wurden achtzehn Stolpersteine an vier Adresse verlegt.
| Stolperstein | Übersetzung | Verlegeort                                      | Name, Leben |
| ------------ | --- | ----------------------------------------------- | --- |
|              | HIER WOHNTE IZÁK HELLMANN JG. 1873 DEPORTIERT 1942 NACH AUSCHWITZ ERMORDET                                            | Košovská cesta Prievidza                        | Izák Godel Hellmann (geboren 1873 Leczyc, Poľsko) war der letzte und der ältere Kantor der jüdischen Gemeinde in Prievidza, wo er seit Ende des 19. Jahrhunderts lebte. Als solcher war er für die richtige Durchführung ritueller Gottesdienste, war Vorbeter bei Ritualen, Ritualfleischer, und beaufsichtigte die Synagoge, in deren direkter Nachbarschaft er mit seiner Familie wohnte. 1942 wurde er zusammen mit seiner Ehefrau Matilda Hellmannová in ein Konzentrationslager in Polen deportiert und kehrte nicht zurück. |
|              | HIER WOHNTE MATILDA HELLMANNOVÁ GEB. ŠIMKOVÁ JG. 1880 DEPORTIERT 1942 NACH AUSCHWITZ ERMORDET                         | Košovská cesta Prievidza                        | Matilda Hellmannová geb. Šimková (geboren 1880 Rajčany) war die Ehefrau von Izák Godel Hellmann. Mit ihm wurde sie 1942 in ein Konzentrationslager in Polen deportiert und kehrte nicht zurück. |
|              | HIER WOHNTE FÉLIX ROSENTHAL JG. 1870 ERMORDET IN DER KALKBRENNEREI IN NEMECKÁ                                         | Námestie slobody Prievidza                      | Félix Rosenthal (geboren 1870 Prievidza); Rosenthals Familie gehörte zu den ältesten und angesehensten jüdischen Familien in Prievidza. Felix Rosenthal, Händler mit Misch- und Eisenwaren, war Mitglied der Gemeindevertretung und im Aufsichtsrat der Prvá prievidzská banka (Erste Prievidzaer Bank). Mit seiner Ehefrau Berta Rosenthalová unterstützte er öffentliche und karitative Sammlungen und Stiftungen. Er war auch der letzte Vorsitzende des Vereins Chevrah kadiša. Nach der Besetzung der Stadt durch die Wehrmacht 1944 musste er sich verstecken und wurde etwa 1944/1945 in der Kalkbrennerei in Nemecká ermordet. |
|              | HIER WOHNTE BERTA ROSENTHALOVÁ GEB. STEINEROVÁ JG. 1870 ERMORDET IN DER KALKBRENNEREI IN NEMECKÁ                      | Námestie slobody Prievidza                      | Berta Rosenthalová geb. Steinerová (geboren 1880 Turčiansky Svätý Martin), Ehefrau von Felix Rosenthal, beteiligte sich ebenfalls an der Unterstützung von verschiedenen Stiftungen. Zusammen mit ihrem Ehemann versteckte sie sich ab 1944 vor den Deutschen, wurde jedoch etwa 1944/1945 mit ihm in einer Kalkbrennerei in Nemecká ermordet. |
|              | HIER WOHNTE ALEXANDER STEINER JG. 1900 INTERNIERT IN NOVÁKY DEPORTIERT 1942 ERMORDET                                  | Námestie slobody 33 Prievidza                   | Alexander Steiner (1900–1942/1945) |
|              | HIER WOHNTE IZIDOR STEINER JG. 1907 INTERNIERT IN NOVÁKY DEPORTIERT 1942 ERMORDET                                     | Námestie slobody 33 Prievidza                   | Izidor Steiner (1907–1942/1945) |
|              | HIER LEBTE JOZEF STEINER JG. 1940 INTERNIERT IN NOVÁKY DEPORTIERT 1942 ERMORDET                                       | Námestie slobody 33 Prievidza                   | Jozef Steiner (1940–1942/1945) |
|              | HIER LEBTE RÓBERT STEINER JG. 1931 INTERNIERT 1942 IN NOVÁKY GEFLÜCHTET 1944 AUF DER FLUCHT ERMORDET                  | Námestie slobody 33 Prievidza                   | Róbert Steiner (1931–1944/1945) |
|              | HIER LEBTE ŽIGMUND STEINER JG. 1905 INTERNIERT 1942 IN NOVÁKY GEFLÜCHTET 1944 AUF DER FLUCHT ERMORDET                 | Námestie slobody 33 Prievidza                   | Žigmund Steiner (1905–1944/1945) |
|              | HIER LEBTE AURÉLIA STEINEROVÁ GEB. KOHNOVÁ JG. 1909 INTERNIERT 1942 IN NOVÁKY GEFLÜCHTET 1944 AUF DER FLUCHT ERMORDET | Námestie slobody 33 Prievidza                   | Aurélia Steinerová geb. Kohnová (1909–1944/1945) |
|              | HIER LEBTE BERTA STEINEROVÁ GEB. SCHLESINGEROVÁ JG. 1873 INTERNIERT 1942 IN NOVÁKY VERSTORBEN                         | Námestie slobody 33 Prievidza                   | Berta Steinerová geb. Schlesingerová (1873–) |
|              | HIER LEBTE JOLANA STEINEROVÁ GEB. WEISSOVÁ JG. 1919 INTERNIERT IN NOVÁKY DEPORTIERT 1942 ERMORDET                     | Námestie slobody 33 Prievidza                   | Jolana Steinerová geb. Weissová (1919–1942/1945) |
|              | HIER LEBTE MIRIAM STEINEROVÁ JG. 1940 INTERNIERT IN NOVÁKY DEPORTIERT 1942 ERMORDET                                   | Námestie slobody 33 Prievidza                   | Miriam Steinerová (1940–1942/1945) |
|              | HIER LEBTE ŠARLOTA STEINEROVÁ GEB. HOLZMANNOVÁ JG. 1909 INTERNIERT IN NOVÁKY DEPORTIERT 1942 ERMORDET                 | Námestie slobody 33 Prievidza                   | Šarlota Steinerová geb. Holzmannová (1909–1942/1945) |
|              | HIER LEBTE JOZEF WERNER JG. 1889 DEPORTIERT 1942 NACH AUSCHWITZ ERMORDET                                              | Pribinovo námestie / Námestie slobody Prievidza | Jozef Werner (geboren 1889 Hričovské Podhradie), war Großhändler. Nach Prievidza kam er nach 1918 und betrieb ein Dampfsägewerk sowie Handel mit Baumaterial. Er zählte zu den erfolgreichsten Unternehmern dort. Zusammen mit seiner Ehefrau Margita Wernerová unterstützte er gemeinnützige Stiftungen und Zwecke. Nach der Verabschiedung der antijüdischen Gesetze (Judenkodex vom September 1941) wurden sie verfolgt und enteignet. Er, seine Ehefrau, Tochter Judita (geboren 1923) und Tochter Erika (geboren 1929) wurden in das Sammellager für Juden in Nováky gebracht und von dort am 22. September 1942 nach Auschwitz deportiert, wo sie ermordet wurden. Ihr Sohn Pavol (geboren 1923) starb bei einem Luftangriff 1944 in Budapest. |
|              | HIER LEBTE ERIKA WERNEROVÁ JG. 1929 DEPORTIERT 1942 NACH AUSCHWITZ ERMORDET                                           | Pribinovo námestie / Námestie slobody Prievidza | Erika Wernerová (geboren 1929 in Prievidza) war die Tochter von Jozef Werner und Margita Wernerová. Sie und ihre Familie wurden in das Sammellager für Juden in Nováky gebracht und von dort am 22. September 1942 nach Auschwitz deportiert, wo sie ermordet wurden. |
|              | HIER LEBTE JUDITA WERNEROVÁ JG. 1923 DEPORTIERT 1942 NACH AUSCHWITZ ERMORDET                                          | Pribinovo námestie / Námestie slobody Prievidza | Judita Wernerová (geboren 1923 in Prievidza) war die Tochter von Jozef Werner und Margita Wernerová. Nach der Verabschiedung der antijüdischen Gesetze musste sie das Gymnasium verlassen. Sie und ihre Familie wurden in das Sammellager für Juden in Nováky gebracht und von dort am 22. September 1942 nach Auschwitz deportiert, wo sie ermordet wurden. |
|              | HIER LEBTE MARGITA WERNEROVÁ GEB. BIENENSTOCKOVÁ JG. 1899 DEPORTIERT 1942 NACH AUSCHWITZ ERMORDET                     | Pribinovo námestie / Námestie slobody Prievidza | Margita Wernerová geb. Bienenstocková (geboren 1896 Prievidza; gestorben 1942 Auschwitz), Ehefrau von Jozef Werner. Sie, ihr Ehemann und ihre Kinder wurden in das Sammellager für Juden in Nováky gebracht und von dort am 22. September 1942 nach Auschwitz deportiert, wo sie ermordet wurden. |

### Trenčín
In Trenčín wurden zwei Stolpersteine verlegt.
| Stolperstein | Übersetzung                                                                                             | Verlegeort         | Name, Leben                                   |
| ------------ | --- | ------------------ | --------------------------------------------- |
|              | HIER WOHNTE DEZIDER DÁVID LÖWENBEIN GEB. 1876 INTERNIERT 1942 IN VYHNE UMGEKOMMEN 7.10.1943             | Vajanského Trenčín | Dezider Dávid Löwenbein (1876–1943)           |
|              | HIER WOHNTE IRMA LÖWENBEIN GEB. SCHUSTEK GEBOREN 1885 INTERNIERT 1942 IN VYHNE ERMORDET IM OKTOBER 1944 | Vajanského Trenčín | Irma Löwenbein, geborene Schustek (1885–1943) |

## Verlegedaten
Die erste Verlegung in Trenčiansky kraj fand am 7. August 2016 in Prievidza statt.
- Prievidza: Die Stolpersteine wurden am 7. August 2016[5][6][7][8] und am 23. September 2017[9][10] von Gunter Demnig verlegt. Beide Aktionen wurden organisiert und finanziert durch den Verein „Spolu sme Prievidza“.[11]
- Trenčín: 11. Juli 2023